# Claude Jorda
Claude Jorda (Bône, 16 februari 1938) is een Frans jurist. Hij was van 1994 tot 2003 rechter en van 1999 tot 2002 president van het Joegoslavië-tribunaal. Vervolgens was hij van 2003 tot 2007 rechter van het Internationale Strafhof.

## Levensloop
Jorda werd geboren in 1938 in de Algerijnse stad Bône, het tegenwoordige Annaba. In 1961 behaalde hij zijn licentiaat in de rechten aan de Universiteit van Toulouse. Daarna studeerde hij van 1963 tot 1966 aan de École nationale de la magistrature (ENM) in Bordeaux dat in Frankrijk de aangewezen school is voor de opleiding van rechters. Daarnaast studeerde hij in 1965 af in criminologie aan de Universiteit van Provence Aix-Marseille I.
Van 1966 tot 1970 werkte hij voor het Ministerie van Justitie en vervolgens was hij tot 1976 algemeen secretaris van de ENM. Hierna keerde hij enkele jaren terug naar het ministerie tot hij in 1978 werd benoemd tot vicepresident van het Tribunal de Grande Instance in Parijs. Hier bleef hij aan tot hij in 1982 weer terugkeerde naar het ministerie. Van 1985 tot 1992 diende hij als officier van justitie van het Hof van Beroep in Bordeaux en aansluitend tot 1994 in de gelijke functie in Parijs. Daarnaast onderwees hij van 1967 tot 1970 aan de Universiteit van Parijs II, van 1971 tot 1976 aan de Universiteit van Bordeaux en in de jaren 1996 en 1997 aan de Universiteit Montesquieu Bordeaux IV. In 1993 werd hij benoemd tot Officier in het Franse Legioen van Eer en sinds 2000 is hij Commandeur in de Franse Nationale Orde van Verdienste.
Vanaf 1994 was hij rechter voor het Joegoslavië-tribunaal. Hier was hij van 1995 tot 1999 president van de eerste proceskamer en na zijn herverkiezing als rechter in 1997 van 1999 tot 2002 president van het gerecht. In deze functie leverde hij in 2000 een hervorming aan om het aantal rechters te verhogen en de toelating van rechters ad litem toe te laten. In 2003 werd hij benoemd tot rechter van de preliminaire kamer van het Internationale Strafhof voor een periode van zes jaar. In 2007 trok hij zich daar om gezondheidsredenen terug.